# Віллас (Нью-Джерсі)
Віллас (англ. Villas) — переписна місцевість (CDP) в США, в окрузі Кейп-Мей штату Нью-Джерсі. Населення — 9134 особи (2020).

## Географія
Віллас розташований за координатами 39°0′59″ пн. ш. 74°56′9″ зх. д. / 39.01639° пн. ш. 74.93583° зх. д. (39.016266, -74.935969).  За даними Бюро перепису населення США в 2010 році переписна місцевість мала площу 10,12 км², з яких 10,06 км² — суходіл та 0,07 км² — водойми.

## Демографія
Згідно з переписом 2010 року, у переписній місцевості мешкали 9483 особи в 3896 домогосподарствах у складі 2568 родин. Густота населення становила 937 осіб/км².  Було 5849 помешкань (578/км²).
Расовий склад населення:
| - 93,5 % — білих - 2,0 % — чорних або афроамериканців - 0,3 % — азіатів - 0,2 % — корінних американців - 0,1 % — вихідців з тихоокеанських островів - 1,8 % — осіб інших рас |

До двох чи більше рас належало 2,2 %. Частка іспаномовних становила 6,2 % від усіх жителів.
За віковим діапазоном населення розподілялося таким чином: 22,3 % — особи молодші 18 років, 60,0 % — особи у віці 18—64 років, 17,7 % — особи у віці 65 років та старші. Медіана віку мешканця становила 42,1 року. На 100 осіб жіночої статі у переписній місцевості припадало 89,7 чоловіків;  на 100 жінок у віці від 18 років та старших — 86,8 чоловіків також старших 18 років.
Середній дохід на одне домашнє господарство  становив 58 035 доларів США (медіана — 48 042), а середній дохід на одну сім'ю — 65 152 долари (медіана — 53 833). Медіана доходів становила 44 219 доларів для чоловіків та 31 858 доларів для жінок. За межею бідності перебувало 15,2 % осіб, у тому числі 26,6 % дітей у віці до 18 років та 7,7 % осіб у віці 65 років та старших.
Цивільне працевлаштоване населення становило 4204 особи. Основні галузі зайнятості: освіта, охорона здоров'я та соціальна допомога — 18,1 %, роздрібна торгівля — 17,2 %, мистецтво, розваги та відпочинок — 14,7 %.